# 上田桃子
上田 桃子（うえだ ももこ、1986年6月15日 - ）は、日本の女子プロゴルファー。熊本県熊本市東区出身。ZOZO（2020年まではかんぽ生命保険）所属。身長161cm、体重54kg、血液型A型。得意クラブは1W。
2007年の賞金女王。日本ゴルフ界でも数少ない公式戦（メジャータイトル）未勝利の賞金王経験者でもあり、2020年終了時点に於いて1990年女子の高村博美・1993年男子の飯合肇・1999年女子の村口史子に続いて史上4人目。

## 来歴
10歳の頃より坂田信弘主催の坂田ジュニアゴルフ塾でゴルフを始め、熊本市立西原中学校時代には熊日トーナメントジュニア女子の部で2連覇を達成。東海大学付属第二高等学校1年次に九州女子アマ2位。高校卒業後、ティーチングプロの第一人者として知られる江連忠の指導を受けるため、兵庫県神戸市に移住する。
2005年7月、プロテストに3位で一発合格。LPGA新人戦 加賀電子カップで優勝する。
2006年は30試合に出場し予選落ち4回。ベストフィニッシュはクリスタルガイザーレディスの3位。賞金ランクは13位（4,675万1,163円）。
2007年1月19日に南アフリカで行われた第3回W杯に、諸見里しのぶと共に出場した。2007年4月に行われた「ライフカードレディス」で初優勝を飾る。なお、同日に行われていた東建ホームメイトカップ（男子ツアー）の優勝者は上田諭尉で、この日は男女の「上田」が初優勝を飾ることとなった。
2007年11月4日、ミズノクラシックで全米女子ツアー初制覇。同時に最終日7番ホール（485ヤード、パー5）で自身初のアルバトロスを達成した。また、達成したボールは躊躇なく観客へ投げた。同年は5勝を挙げ、1996年の福嶋晃子の23歳148日を抜き、21歳156日で史上最年少の賞金女王となった。また、大山志保が2006年に記録した史上最多獲得賞金額1億6629万円の更新に期待が掛かったが、最終戦のリコーカップで記録更新の条件である2名以内の4位タイ以上の成績を残せず5位に終わったため、賞金総額は約1億6611万円と更新はならなかった。同年12月、日本プロスポーツ最高新人賞を受賞。ゴルフ雑誌『Regina』の「2007年 最もおしゃれなゴルファーランキング」で見事1位に輝いた。
2008年からは米ツアーを主戦場としつつ、日本国内でも年間10試合以上は出場するという形で活動を続ける。2008年は2勝、2009年と2011年は1勝を挙げた。
2012年は賞金ランキング80位に終わり、日本におけるシード権を喪失したが、2013年は48位でシード権を回復した。翌2014年には日本ツアーに専念して2勝。賞金ランキング10位となった。
その後2015年（ランキング7位）、2016年（35位）は優勝がなかったが、2017年は2勝してランキングも6位で終えた。2018年は2度の2位タイなどの成績を残すも優勝には届かなかった。ランキングは21位の成績だった。
2021年3月30日、ZOZOと所属契約。同年のパナソニックオープンレディースでは同郷（熊本県）の後輩である大里桃子（伊藤園）とのプレーオフを制して2019年以来の勝利を挙げた。
2024年11月3日 今シーズン限りでツアーを撤退し第一線を退く意向を自身のInstagramで発表した。11月15日、大王製紙エリエールレディースで予選通過とならず、プロ20年間日本ツアー450試合を戦い終えた。

## 人物
生まれたときからお尻が大きかった（桃尻）ことが名前の由来になっているとのこと。「桃尻」は自身のブログのタイトルにも使われている。
2007年10月に放送された『情熱大陸』の中で「バレーボールやバスケットボールをやる人の気持ちがわからない、プロもないのに先がない。」と発言したためにブログが炎上し本人が謝罪する騒ぎになった。姉が生まれながらに障害を持ち、両親の苦労を目の当たりにしていたため、「稼げるスポーツ」としてゴルフを選択せざるを得なかったという事情もあるという。
好きな芸能人はお笑いコンビ「アンタッチャブル」の山崎弘也、俳優の市原隼人、松田翔太。
2014年のCATレディースゴルフトーナメントに優勝した際、トーナメント開催直前に広島土砂災害が発生したこともあり、「災害の際に役立てて戴きたい」として、トーナメント優勝副賞のキャタピラージャパン製ショベルカーを広島県警察本部に寄贈した。

## 契約先
- 所属 - ZOZO
- スポンサー - キャロウェイゴルフ、パーリーゲイツ、ユナイテッド航空、アウディジャパン
- クラブ・ボール・シューズ - キャロウェイゴルフ
- ウェア - パーリーゲイツ
- 業務提携 - サニーサイドアップ

## 優勝記録

### ツアー優勝（17）
| No. | Date                     | Tournament                                             | スコア                | 2位との差  | 2位（タイ）                                        |
| --- | ------------------------ | ------------------------------------------------------ | --------------------- | ---------- | -------------------------------------------------- |
| 1   | 2007年4月13日-15日       | ライフカードレディスゴルフトーナメント                 | -5（70-71-70=211）    | 6打差      | 原江里菜                                           |
| 2   | 2007年6月1日-3日         | リゾートトラストレディス                               | -11（69-68-68=205）   | プレーオフ | 不動裕理                                           |
| 3   | 2007年7月13日-15日       | スタンレーレディスゴルフトーナメント                   | -2（71-35=106）       | プレーオフ | 有村智恵 横峯さくら                                |
| 4   | 2007年11月2日-4日        | ミズノクラシック                                       | -13（70-67-66=203     | 2打差      | マリア・ヨース レイリー・ランキン                  |
| 5   | 2007年11月16日-18日      | 大王製紙エリエールレディスオープン                     | -7（66-71-72=209）    | 3打差      | 渡邉彩香 川原由維 西塚美希世 諸見里しのぶ 原江里菜 |
| 6   | 2008年6月12日-15日       | サントリーレディスオープンゴルフトーナメント           | -7（70-69-70-72=281） | 打差       | 宋ボベ イム・ウナ 大山志保                         |
| 7   | 2008年9月26日-28日       | ミヤギテレビ杯ダンロップ女子オープンゴルフトーナメント | -5（70-72-69=2）      | 1打差      | 飯島茜 三塚優子 ジュリー呂                         |
| 8   | 2009年8月7日-9日         | アクサレディスゴルフトーナメント                       | -11（68-69-68=205）   | プレーオフ | 李知姫 有村智恵                                    |
| 9   | 2011年11月4日-6日        | ミズノクラシック                                       | -16（67-64-69=200）   | プレーオフ | フォン・シャンシャン                               |
| 10  | 2014年8月22日-24日       | CATレディースゴルフトーナメント                        | -9（70-71-69=210）    | 1打差      | 森田理香子                                         |
| 11  | 2014年10月31日 - 11月2日 | 樋口久子 森永レディス                                  | -10（68-69-69=206）   | 1打差      | 表純子                                             |
| 12  | 2017年5月19日-21日       | 中京テレビ・ブリヂストンレディスオープン               | -16（66-69-65=200）   | 2打差      | テレサ・ルー                                       |
| 13  | 2017年10月19日-21日      | NOBUTA GROUP マスターズGCレディース                    | -11（73-65-67=205）   | 2打差      | 渡邉彩香 畑岡奈紗 申 ジエ 藤本麻子                 |
| 14  | 2019年3月22日-24日       | Tポイント×ENEOSゴルフトーナメント                      | -6（69-69-69=207）    | 2打差      | 勝みなみ 申 ジエ                                   |
| 15  | 2019年6月7日-9日         | ヨネックスレディスゴルフトーナメント                   | -13（70-68-65=203）   | 6打差      | 一ノ瀬優希 葭葉ルミ キム・ヒョージュ               |
| 16  | 2021年4月30日-5月2日     | パナソニックオープンレディース                         | -5（70-68-73=211）    | プレーオフ | 大里桃子                                           |
| 17  | 2022年4月8日-10日        | 富士フイルム・スタジオアリス女子オープン               | -9（ 69-69-69=207）   | 3打差      | 稲見萌寧 西郷真央 福山恵梨 沖せいら                |

### その他
1. JLPGA新人戦加賀電子カップ

## 出演

### テレビ
- NHK紅白歌合戦（2007年12月31日、NHK総合・ラジオ第1） - 審査員
- 史上空前!! 笑いの祭典 ザ・ドリームマッチ（2010年1月2日、TBS） - 審査員
- 全力!桃子チャンネル（2016年5月21日 - 、BS朝日）

他多数

### CM
- オロナミンCドリンク 「勝利インタビュー」篇（大塚製薬）
- 不二家ネクター 「とろっと、桃のごほうび」篇（不二家、2024年2月5日 - ）[9]

### 声優
テレビアニメ
- オーイ! とんぼ 第21話 - 本人役(「上田プロ」表記)